# Konrad Swinarski

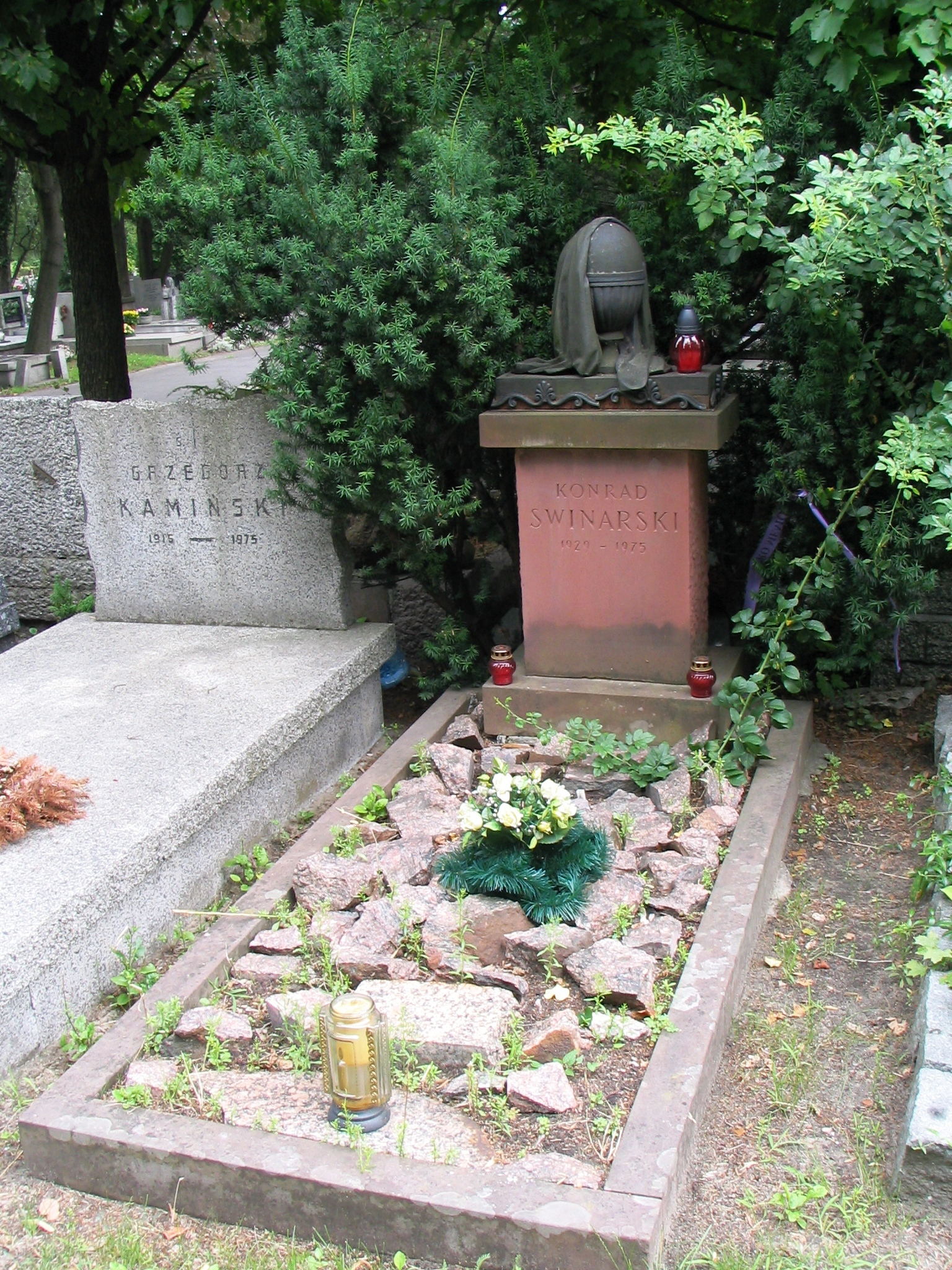
Grób Konrada Swinarskiego na Cmentarzu Wojskowym na Powązkach w Warszawie, 23 lipca 2008

Konrad Ksawery Swinarski (ur. 4 lipca 1929 w Warszawie, zm. 19 sierpnia 1975 pod Damaszkiem) – polski reżyser teatralny, telewizyjny, filmowy i operowy, inscenizator i scenograf.
Stworzył własny styl, dzięki któremu uważany jest za jednego z najbardziej oryginalnych i najwybitniejszych twórców w historii polskiego teatru. Wywarł wpływ na polskich reżyserów teatralnych – Jerzego Grzegorzewskiego, Krystiana Lupę, Jerzego Jarockiego, Macieja Prusa, Grzegorza Jarzynę czy Krzysztofa Warlikowskiego.

## Życiorys
Jego ojcem był ppłk Karol Świnarski, matką Irmgarda Liczbińska, pochodząca z polsko-niemieckiej rodziny śląskiej. Studiował w Państwowej Wyższej Szkole Sztuk Plastycznych w Katowicach i w Sopocie, na Wydziale Plastyki Sceny Państwowej Wyższej Szkoły Sztuk Plastycznych w Łodzi oraz na Wydziale Reżyserii Dramatu Państwowej Wyższej Szkoły Teatralnej w Warszawie. W trakcie studiów reżyserskich asystował reżyserom – Bohdanowi Korzeniewskiemu i Erwinowi Axerowi. Studia ukończył w 1955, ale dyplom uzyskał dopiero w 1972 na podstawie realizacji Snu nocy letniej Williama Szekspira w Starym Teatrze im. Modrzejewskiej w Krakowie. W latach 1973–1975 był wykładowcą krakowskiej PWST.
W czasie studiów zafascynował się twórczością Bertolta Brechta. W 1954 wraz z Przemysławem Zielińskim przeniósł na scenę Teatru Nowej Warszawy sztukę Brechta Karabiny matki Carrar.
Jego samodzielnym debiutem scenicznym było przedstawienie Żeglarz Jerzego Szaniawskiego, którego premiera odbyła się 14 maja 1955 w Teatrze im. Wojciecha Bogusławskiego w Kaliszu.
W latach 1955–1957 przebywał w Berlinie na stażu w Berliner Ensemble, gdzie asystował Brechtowi. Wraz z innymi asystentami uczestniczył w dokończeniu inscenizacji sztuki Strach i nędza III Rzeszy, rozpoczętej przez Brechta przed jego śmiercią 14 sierpnia 1956.
Po powrocie do Polski wystawiał sztuki w teatrach warszawskich: Dramatycznym, Współczesnym, Ateneum i Narodowym oraz w Teatrze Wybrzeże w Gdańsku. Reżyserował również za granicą, przede wszystkim w RFN.
W 1960 otrzymał nagrodę im. Leona Schillera przyznawaną młodym reżyserom za wybitne osiągnięcia inscenizacyjne. W 1966 został laureatem Nagrody im. Tadeusza Boya-Żeleńskiego za inscenizację Nie-Boskiej komedii Zygmunta Krasińskiego w Starym Teatrze w Krakowie i za reżyserię Przygody Pana Trapsa Friedricha Dürrenmatta w Teatrze Telewizji, a także Nagrody Krytyki Zachodnioniemieckiej za rok 1964 za wystawienie w Berlinie sztuk; Męczeństwo i śmierć Jean Paul Marata Petera Weissa i Pluskwa Włodzimierza Majakowskiego.
W 1965 rozpoczęła się jego wieloletnia współpraca ze Starym Teatrem im. Heleny Modrzejewskiej w Krakowie. Tam też zrealizowane zostały jego najsłynniejsze inscenizacje. Do historii przeszła przede wszystkim wyjątkowo oryginalna inscenizacja Dziadów Adama Mickiewicza, których premiera miała miejsce 18 lutego 1973. 30 maja 1974 odbyła się premiera Wyzwolenia Stanisława Wyspiańskiego, ostatnia premiera sztuki reżyserowanej przez niego na scenie Starego Teatru. Spektakl powszechnie uznano za arcydzieło. W 1975 rozpoczął w Starym Teatrze przygotowania do wystawienia Hamleta Szekspira, lecz prace przerwała śmierć reżysera.
Jego żoną była aktorka i reżyserka Barbara Witek (1925–2016).

## Katastrofa
19 sierpnia 1975 zginął w katastrofie samolotu Ił-62 ČSA, który rozbił się z winy pilota podczas podchodzenia do lądowania pod Damaszkiem. Leciał na zaproszenie irańskiej cesarzowej Farah Diby do Szirazu, na festiwal sztuki. Rodziły się plany, że w kolejnym roku na festiwalu w Szirazie pokazane zostaną jego „Dziady”. Pochowany na cmentarzu Powązki Wojskowe w Warszawie (kwatera A37-4-4).
Po jego śmierci redakcja dwutygodnika „Teatr” (obecnie miesięcznik) ustanowiła Nagrodę im. Konrada Swinarskiego przyznawaną co roku reżyserom za najwybitniejsze osiągnięcia artystyczne sezonu. Wśród jej laureatów na przestrzeni lat znaleźli się najważniejsi reżyserzy polscy, m.in. Henryk Tomaszewski, Jerzy Jarocki, Maciej Prus, Jerzy Grzegorzewski, Janusz Wiśniewski.

## Najważniejsze inscenizacje
- Karabiny matki Carrar Bertolta Brechta (1954, Teatr Nowej Warszawy)
- Żeglarz Jerzego Szaniawskiego (1955, Teatr im. Bogusławskiego w Kaliszu)
- Mordercy Ernesta Hemingwaya (1955, Teatr TV)
- Ten, który mówi tak i ten, który mówi nie Bertolta Brechta (1957, Teatr TV)
- Opera za trzy grosze Bertolta Brechta (1958, Teatr Współczesny w Warszawie)
- Smak miodu Shelagh Delaney (1959, Teatr Wybrzeże w Gdańsku)
- Uczymy się myśleć od nowa, program składany (1959, Teatr TV)
- Do niedzieli nie daleko Barbary Witek-Swinarskiej (1959, Teatr TV)
- Przesada Agnieszki Osieckiej (1961, Teatr TV)
- Księżyc z Alabamy według Bertolta Brechta (1961, Teatr TV)
- Dobre uczynki Wojciecha Ozdoby Andrzeja Mularczyka (1961, Teatr TV)
- Frank V Friedricha Dürrenmatta (1962, Teatr Dramatyczny w Warszawie)
- Historia od początku Jerzego Wittlina (1962, Teatr TV)
- Pies ogrodnika Lope de Vegi (1962, Teatr TV)
- Wieczór trzech króli Williama Szekspira (1963, Lubeka)
- Czarowna noc Sławomira Mrożka (1964, Teatr Współczesny w Warszawie)
- Zabawa Sławomira Mrożka (1964, Teatr Współczesny w Warszawie)
- Pluskwa Władimira Majakowskiego i Męczeństwo i śmierć Jean Paul Marata przedstawione przez zespół aktorski przytułku w Charenton pod kierownictwem pana de Sade Petera Weissa (1964, Berlin Zachodni – Nagroda Krytyki Zachodnioniemieckiej)
- Żałosna i prawdziwa tragedia pana Ardena z Feversham w hrabstwie Kent przez nieznanego Autora opowiedziana, tekst anonimowy (1965, Stary Teatr im. Modrzejewskiej w Krakowie)
- Nie-Boska komedia Zygmunta Krasińskiego (1965, Stary Teatr im. Modrzejewskiej w Krakowie)
- Król Edyp Igora Strawińskiego (1965, Teatr Wielki – Opera Narodowa w Warszawie)
- Kartoteka Tadeusza Różewicza (1965, Tel-Awiw)
- Przygoda pana Trapsa Friedricha Dürrenmatta (1965, Teatr TV)
- Woyzeck Georga Büchnera (1966, Stary Teatr im. Modrzejewskiej w Krakowie)
- Pokojówki Jeana Geneta (1966, Stary Teatr im. Modrzejewskiej w Krakowie)
- Hamlet Williama Szekspira (1966, Tel-Awiw)
- Męczeństwo i śmierć Jean Paul Marata przedstawione przez zespół aktorski przytułku w Charenton pod kierownictwem pana de Sade Petera Weissa (1967, Teatr Ateneum im. Jaracza w Warszawie)
- Romulus Wielki Friedricha Dürrenmatta (1967, Berlin Zachodni)
- Fantazy Juliusza Słowackiego (1967, Stary Teatr im. Modrzejewskiej w Krakowie)
- Kartoteka Tadeusza Różewicza (1967, Teatr TV)
- Mars i Flora Karola Kurpińskiego (1967, Teatr TV)
- Bachantki Hansa Wernera Henze według Eurypidesa (1968, Mediolan)
- Klątwa Stanisława Wyspiańskiego (1968, Stary Teatr im. Modrzejewskiej w Krakowie)
- Sędziowie Stanisława Wyspiańskiego (1968, Stary Teatr im. Modrzejewskiej w Krakowie)
- Wszystko dobre, co się dobrze kończy Williama Szekspira (1969, Düsseldorf; 1970, Helsinki)
- Żeglarz Józefa Szaniawskiego (1969, Moskwa)
- Sen nocy letniej Williama Szekspira (1970, Stary Teatr im. Modrzejewskiej w Krakowie)
- Diabły z Loudun Krzysztofa Pendereckiego (1970, Hamburg, Santa Fe)
- Maria Stuart Wolfganga Hildesheimera (1970, Düsseldorf)
- Męczeństwo i śmierć Jean Paul Marata przedstawione przez zespół aktorski przytułku w Charenton pod kierownictwem pana de Sade Petera Weissa (1970, Ankara)
- Klątwa Stanisława Wyspiańskiego (1970, Teatr TV)
- Żegnaj, Judaszu Ireneusza Iredyńskiego (1971, Stary Teatr im. Modrzejewskiej w Krakowie)
- Wszystko dobre, co się dobrze kończy Williama Szekspira (1971, Stary Teatr im. Modrzejewskiej w Krakowie)
- Gra Jamesa Saundersa (1971, Zurych)
- Edward II Christophera Marlowe’a (1972, Wiedeń)
- Ryszard III Williama Szekspira (1972, Darmstadt)
- Dziady Adama Mickiewicza (1973, Stary Teatr im. Modrzejewskiej w Krakowie)
- Sen nocy letniej Williama Szekspira (1973, Darmstadt)
- Sędziowie. Tragedya, film fabularny na podstawie dramatu Stanisława Wyspiańskiego (1974 – Nagroda Główna Jury w kategorii filmów telewizyjnych na Festiwalu Polskich Filmów Fabularnych w Gdańsku)
- Balkon Jeana Geneta (1974, Oslo)
- Wyzwolenie Stanisława Wyspiańskiego (1974, Stary Teatr im. Modrzejewskiej w Krakowie – Grand Prix i Nagroda Honorowa przyznane pośmiertnie na Kaliskich Spotkaniach Teatralnych w 1976)
- Pluskwa Włodzimierza Majakowskiego (1975, Teatr Narodowy w Warszawie – nagroda tygodnika Przyjaźń)

## Nagrody i odznaczenia
- 1969 – Nagroda Ministra Kultury i Sztuki II stopnia za twórcze poszukiwania w dziedzinie inscenizacji teatralnej;
- 1973 – Nagroda Miasta Krakowa[13]
- 1974 – nagroda państwowa I stopnia za wybitne osiągnięcia w dziedzinie reżyserii teatralnej
- 1974 – „Drożdże”, nagroda tygodnika Polityka
- 1974 – Krzyż Kawalerski Orderu Odrodzenia Polski
- Złoty Krzyż Zasługi[14]